# Verdura Golf & Spa Resort
De Verdura Golf & Spa Resort is een resort aan de zuidkust van Sicilië, aan de oostkant van Sciacca.
Sir Rocco Forte had onder meer een hotel bij Sciacca met ruim 200 kamers en een strand van ongeveer twee kilometer. Hij was een fanatiek golfer en besloot bij dat hotel twee golfbanen te laten aanleggen. Hij ontbood Kyle Phillips, die plannen ontwierp voor de West Course, die uit twee lussen van negen holes bestaat, en de East Course, die als een echte links course langgerekt langs de kust was. Het Torre Verdura-fort ligt aan de zee en werd omgebouwd tot clubhuis. De banen werden in 2010 geopend. In 2011, 2017, 2018 was deze golfbaan onderdeel van de Europese PGA Tour.

## Scorekaart
Heren backtees:
| Hole   | 1   | 2   | 3   | 4   | 5   | 6   | 7   | 8   | 9   | out  | 10  | 11  | 12  | 13  | 14  | 15  | 16  | 17  | 18  | in   | Totaal |
| ------ | --- | --- | --- | --- | --- | --- | --- | --- | --- | ---- | --- | --- | --- | --- | --- | --- | --- | --- | --- | ---- | ------ |
| Par    | 4   | 4   | 3   | 5   | 4   | 4   | 5   | 3   | 4   | 36   | 4   | 5   | 3   | 4   | 5   | 4   | 3   | 4   | 4   | 36   | 72     |
| Meters | 407 | 386 | 144 | 529 | 446 | 408 | 518 | 163 | 397 | 2298 | 414 | 519 | 207 | 399 | 478 | 379 | 137 | 369 | 434 | 3346 | 6744   |
| Yards  | 445 | 322 | 158 | 578 | 488 | 446 | 567 | 178 | 434 | 3716 | 464 | 568 | 226 | 436 | 523 | 414 | 150 | 403 | 475 | 3659 | 7375   |